# Estelina Quinatoa
María Estelina Quinatoa Cotacachi (Riobamba, 1 de octubre de 1953) es una historiadora y curadora kichwa Otavalo ecuatoriana. Actualmente ocupa el cargo de curadora de la Reserva Arqueológica del Banco Central del Ecuador desde el año 1994 y en el Ministerio de Cultura y Patrimonio de Ecuador desde 2010 en adelante. 
En 2024, recibió por parte del presidente Daniel Noboa el Premio Eugenio Espejo, máximo galardón cultural ecuatoriano, por sus aportaciones en investigaciones arqueológicas, culturales y sobre identidad.

## Biografía
Estelina Quinatoa es del pueblo kichwa Otavalo y nació en Riobamba, hija de Alejandro Quinatoa y pertenece a una de las familias de los mejores tejedores de Imbabura.
Es licenciada en Antropología Aplicada (1999-2003) por la Universidad Politécnica Salesiana en Quito y cuenta con un Mágister en Conservación y Administración de Bienes Culturales (2005-2009) por la Universidad SEK en Quito. Adicionalmente, tiene el título de perito en Antropología (1989-2003) por la Universidad Abierta de Loja, en Quito.
Es considerada una de las principales rescatistas del patrimonio arqueológico.

### Trayectoria

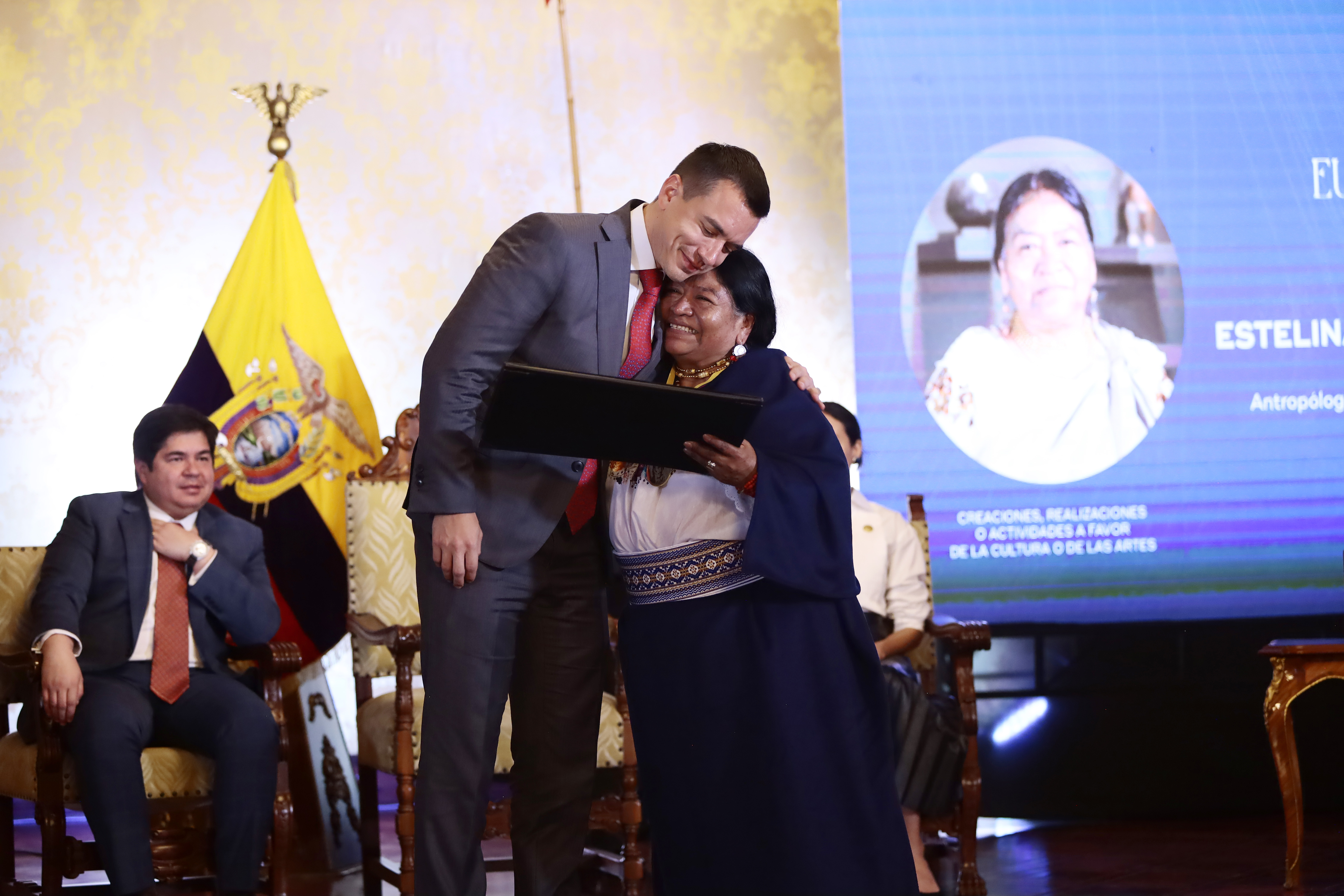
Estelina Quinatoa recibiendo el Premio Eugenio Espejo por parte del presidente Daniel Noboa, en 2024.

Inició su labor profesional en el sector turístico como guía en importantes empresas. Esto permitió descubrir riquezas en su tierra natal, pero las injusticias de las que fue testigo le hicieron que siguiera estudios en leyes en la Universidad Central del Ecuador. A lo largo de su trayectora ha sido Guía educativa Museo y Galerías del Banco Central del Ecuador entre 1980 a 1991; asistente de Reserva Arqueológica Banco Central del Ecuador entre 1991 a1994. De igual forma es perito en Autenticación de Bienes Culturales Arqueológicos de la Fiscalía de la Nación.
Ha sido catedrática en importantes universidades del país y ha dictado cursos, talleres y conferencias tanto en el Ecuador, como en otros países del mundo como Argentina, Brasil, Colombia, Cuba, España, Estados Unidos, Francia, México, Perú y Venezuela, entre otros.

## Reconocimientos
En junio de 2021 fue incorporada a la Academia Nacional de Historia de Ecuador.

## Obras
Ha publicado innumerables artículos e investigaciones, destacan: 
- 1982. Textiles de Alejandro Quinatoa
- 1988. La realidad de la mujer campesina
- 1988. Historia del Museo del Banco Central del Ecuador
- 1996. El Quito indígena milenario
- 1991. Danzantes indígenas del Corpus Christi
- 1998. Instrumentos musicales precolombinos
- 2004. La importancia del mullu (concha Spóndylus) en los antiguos habitantes de América y del Ecuador
- 2008. Intelectuales indígenas del Ecuador
- 2009. Hernán Crespo Toral en la educación pluricultural
- 2010. Oro milenario del Ecuador
- 2013. Representaciones ancestrales y colores del cosmos